# نصرة الدين أمير أميران
هو نصرة الدين أمير أميران بن عماد الدين زنكي بن آق سنقر توفي سنة 560 هـ, وهو ثالث أبناء عماد الدين زنكي، حكم حران بعد وفاة ابيه تابعا لنور الدين زنكي. استخلفه نور الدين على إمارة حلب حين مرض سنة 552 هـ وحاول الاستيلاء على حلب, لكنه لم ينجح بذلك وبعدها استرد نور الدين حران منه. مالبثت أن طابت العلاقة بينهما وشارك مع نور الدين في حملاته ضد الصليبيين حتى أصيب في سهم بعينه في حصارهم لقلعة بانياس.
وكان أميرًا شجاعًا مقدامًا عزيزًا على أخيه نور الدين محمود وعظم مصابه عليه .